# Новороссийск (авианесущий крейсер)
«Новороссийск» —  тяжёлый авианесущий крейсер (ТАКР) проекта 1143.3 Тихоокеанского флота (ВМФ СССР) в 1978—1991 годах. В первые годы службы действовал совместно с силами Черноморского и Северного флотов в Атлантике и Средиземном море. Экипаж крейсера — войсковая часть 22812.

## Проект
Сокращённый технический проект 1143М был разработан в Невском проектно-конструкторском бюро в январе 1975 года (руководитель А. Н. Маринич), утверждён в июле 1975 года. По сравнению с предыдущими проектами планировалось увеличить авиагруппу, отказаться от торпед. Впервые в СССР ТАВКР был рассчитан на размещение десанта на борту, приём тяжёлых транспортных вертолётов (до 36 тонн) и базирование перспективных перехватчиков ВВП Як-38П.

## Назначение
Предназначен для поиска и уничтожения подводных лодок, нанесения ракетных ударов по надводным кораблям в составе группы.

## Конструкция
Как и у других тяжёлых авианесущих крейсеров, полётная палуба расположена под углом к продольной оси (4,5°), покрыта термостойкими плитами АК-9Ф, а надстройка смещена к правому борту.

### ГЭУ
Энергетическая установка состояла из 8 паровых котлов КВН-98/64 и 4 ГТЗА ТВ-12-3, разделялась на два эшелона. Для выработки электроэнергии применялись 6 турбогенераторов и 4 дизель-генератора общей мощностью 15 МВт.

### Вооружение
Вооружение состояло из 4 установок П-500 Базальт (16 ракет), 2 установок ЗРК М-11 «Шторм» (96 ракет), 2 артиллерийских установок АК-726 и 8 30-мм установок АК-630, 1 установки противолодочного комплекса РПК-1 (16 ракето-торпед 82Р), 2 реактивных бомбомётов РБУ-6000 (120 глубинных бомб РГБ-60). Торпедные аппараты отсутствовали.

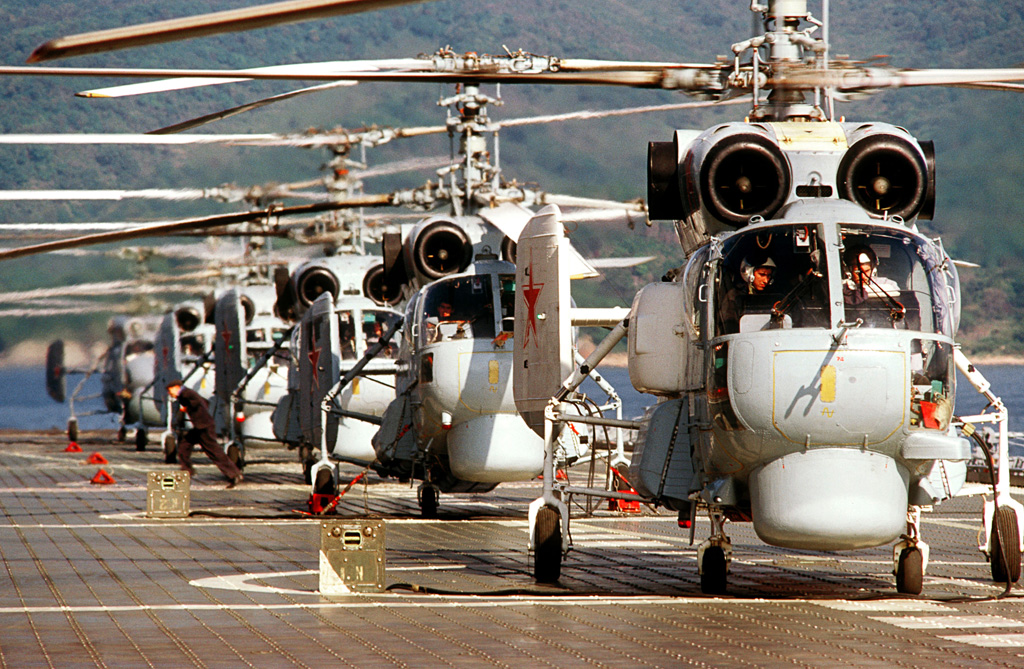
Вертолёты типа Ка-27 на взлётной площадке

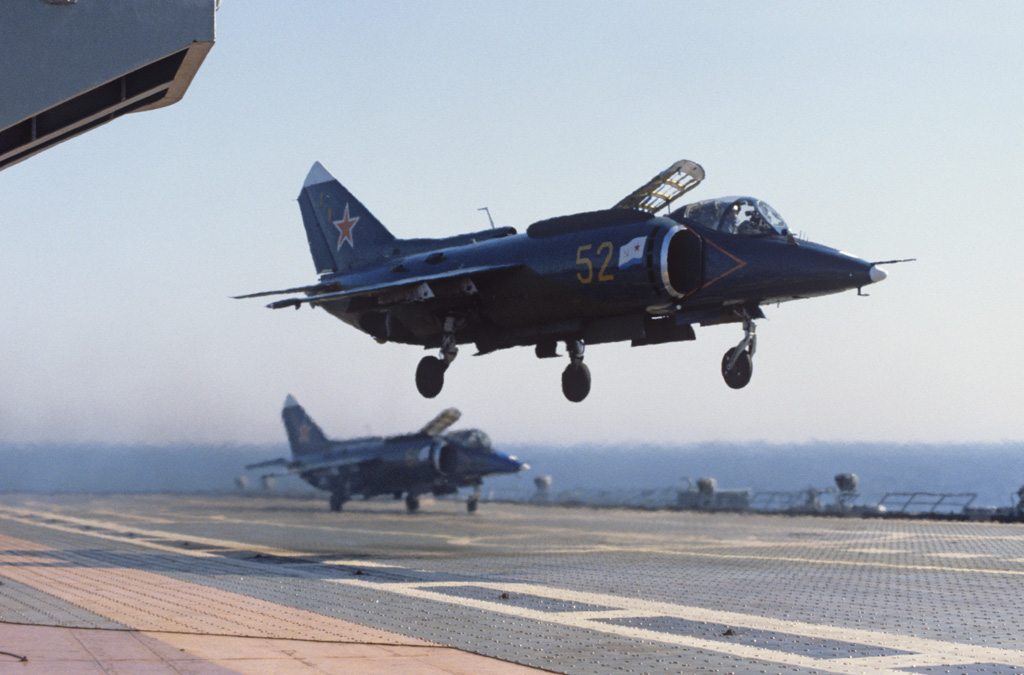
Пара Як-38

На борту корабля могла базироваться авиагруппа, численностью до 18 вертолётов типа Ка-27/29 и до 18 самолётов вертикального взлёта и посадки типа Як-38. Общее число летательных аппаратов увеличено до 36 (больше, чем у крейсеров «Киев» и «Минск»). В подпалубном ангаре размещалось 24 машины, остальные стояли на палубе. На полётную палубу из ангара поднимали с помощью двух подъёмников: подъёмник для самолётов располагается в районе миделя, подъёмник для вертолётов позади надстройки. Самолёты Як-38 принадлежали 311-му штурмовому авиационному полку с дислокацией на аэродроме Пристань, вертолётная группа формировалась на базе 710-го вертолётного полка с аэродрома Новонежино.

## Строительство
Строился с 1975 по 1978 год в верфи в Николаеве (Черноморский судостроительный завод, директор А. Б. Ганькевич).
30 сентября 1975 года состоялась закладка корабля С-103 на стапеле «0» Черноморского судостроительного завода.
26 декабря 1978 года корабль был торжественно спущен на воду для достройки на плаву.
В процессе постройки корабля проект несколько раз пересматривали. Перепланировка в общей сложности затронула около тысячи корабельных помещений, что составляет 40 %. В частности, было решено разместить на корабле в составе авиагруппы совершенно новые СВВП Як-41, для эксплуатации которых были смонтированы три газоотводящих устройства. В конце концов, согласно совместному решению МАП, МСП, ВМФ и ВВС СССР от 10 октября 1979 года, шахты и решётки ГОУ, «как не оправдавшие своего назначения по результатам испытаний», были демонтированы. Переделки повлекли за собой перенос срока сдачи корабля с 1979-го на 1982 год.
«Новороссийск» проходил швартовые испытания с 1 сентября по 27 декабря 1981 года. Экипаж корабля формировался на базе 7-й оперативной эскадры Северного флота в г. Североморске. Заселение экипажа на корабль состоялось 24 ноября 1981 года, первый командир — капитан 1 ранга Б. П. Черных.
5 января 1982 года корабль ушёл в Севастополь на докование перед покраской подводной части корпуса, С 29 января по 12 апреля на корабле проводились ходовые испытания. На испытаниях вышел из строя турбонаддувочный агрегат ТНА-3, который был экстренно заменён заводскими специалистами.
Государственные испытания корабля с 12 апреля по 28 мая, с перерывам на парад Победы в г. Севастополе.
За время госиспытаний СВВП Як-38 и Як-38У выполнили с корабля 112, вертолёты Ка-27 — 108, Ка-25 — 51, Ми-6 — 10 и Ми-8 — 139 полётов.
Одним из лётчиков-испытателей стал В. И. Ефимов.
Выполнены стрельбы РК «Базальт», УЗРК «Шторм» и автоматами АК-726 и АК-630М. Во время испытаний потерпел катастрофу вертолёт Ка-27, матроса убило обломком винта.
По окончании испытаний корабль пришёл в Николаев на ревизию и окраску.
14 августа 1982 года подписан Акт приёмки корабля. 15 августа 1982 года на корабле был торжественно поднят Военно-морской флаг СССР, а 24 ноября он был включён в состав Краснознамённого Тихоокеанского флота.
С момента закладки до сдачи корабля прошло 6 лет, 10 месяцев и 14 дней.

## Служба
9 мая 1982 года корабль участвовал в параде на рейде Севастополя.
24 ноября 1982 корабль включён в состав ТОФ и началась его подготовка к переходу к месту постоянного базирования. 24 декабря экипаж сдал все курсовые задачи, и «Новороссийск» был зачислен в состав кораблей постоянной готовности.
С 14 мая по 7 июня 1983 года переход в Североморск в составе группы. Далее принял участия в учениях Северного флота.
С 17 октября 1983 года по 27 февраля 1984 года в составе группы совершил переход вокруг Европы, Африки и Азии во Владивосток. По ходу следования совершил заходы в Луанду (Ангола), Викторию (Сейшельские острова), Мапуту (Мозамбик), Мадрас (Индия). Во время перехода выполнено около 600 вылетов, в том числе с испытательными целями. По завершении перехода командиру авиагруппы полковнику Ю. И. Чурилову было присвоено звание Героя Советского Союза.
В 1984 году участвовал в учениях «Голубая стрела» и «Длинная осень».
В марте-апреле 1985 года участвовал в учениях Тихоокеанского флота в районе Гавайских островов.
В 1986 году проводился частичный ремонт на «Дальзаводе», бухте Золотой рог города Владивостока, затем в плавдоке.
12—16 мая 1988 года нанёс визит в город Вонсан (КНДР).
В 1988—1990 годах прошёл средний ремонт на «Дальзаводе».
Последний поход состоялся в мае 1991 года.
В июле 1991 года вышел приказ Командующего ВМФ СССР о приостановке эксплуатации самолётов Як-38.
Всего за время службы с палубы корабля было совершено 1900 взлётов самолётов и 2300 — вертолётов.
Из-за сокращения финансирования в 1991 году корабль был поставлен на отстой в бухте Разбойник близ острова Путятина Приморского края.
В январе 1993 года на корабле произошёл пожар. Был поставлен в док где были сняты гребные винты и заварены кингстоны  и только после этого он был отбуксирован в бухту Постовая Хабаровского края, но 30 июня 1993 года было принято решение об исключении из состава ВМФ.
6 октября 1994 года, между ЦУМР и ВЭС (Центральное управление материальных ресурсов и внешнеэкономических связей Минобороны) и южнокорейской компанией «Янг Дистрибьюшн Компани» (Young Distribution Corp), при посредничестве фирмы «Компас», были заключены контракты 148/8/11014051 и 148/8/11014049, в соответствии с которыми были проданы ТАВКР «Минск» и «Новороссийск», за 4,583 миллиона и 4,314 миллиона долларов США соответственно.
«Новороссийск» в 1997 году был разобран на металлолом в городе Пхохан, Южная Корея.

## Командиры
- ноябрь 1984 — октябрь 1988 — капитан 1-го ранга Литвиненко Евгений Яковлевич, впоследствии вице-адмирал[3]

## Источник
ТАВКР «Новороссийск» на страничке «Современная авиация России» Архивная копия от 19 марта 2017 на Wayback Machine